# Runaway (Del Shannon-låt)
Runaway är en billboard-listetta med Del Shannon från 1961. Låten är komponerad av Shannon tillsammans med Max Crook och hette först "Little Runaway". Den innehåller ett solo där keyboardisten Max Crook spelar på ett egenmodifierat elektroniskt-klaverinstrument kallat musitron. Låten innebar Del Shannons genombrott som artist och blev listetta även i Storbritannien.
Magasinet Rolling Stones lista The 500 Greatest Songs of All Time placerade "Runaway" som #466. I en uppdaterad version återfanns den på plats 472.

## Övrigt
Låten spelades 1967 in av Ola and the Janglers vilka fick en Tio i topp-hit i Sverige med låten. Elvis Presley har framfört låten under konsert, och den finns med på hans livealbum On Stage - February 1970. År 1980 framförde gruppen Eruption en cover på denna låt som var omgjord av Frank Farian.

## Listplaceringar
| Lista (1961)   | Position                |
| -------------- | ----------------------- |
| Frankrike      | 43                      |
| Nederländerna  | 2                       |
| Norge          | 4 (VG-lista)            |
| Nya Zeeland    | 1 (Lever Hit Parade)    |
| Storbritannien | 1                       |
| Sverige        | 19 (Radio Nord Topp 20) |
| USA            | 1 (Billboard Hot 100)   |